# Rácz Kriszta
Rácz Kriszta névvariáns Rácz Krisztina (Budapest, 1977. május 20. –) magyar színésznő, bábművész.

## Életpályája
Ikertestvére Rácz Kármen szintén színésznő, bábművész. Középiskolásként Földessy Margit drámastúdiójában kezdtek színházzal foglalkozni. Pályájuk is hasonlóan alakult. A nővérek a Színház- és Filmművészeti Egyetemen, Békés András bábszínész osztályában végzetek, 1999-ben, majd 1999-2025 között a Kolibri Színház művészei voltak.

## Fontosabb színházi szerepei
- William Shakespeare: Hamlet... Cornelius, udvarfi; Az őrök narrátora
- Carlo Goldoni: A fogadósnő... Dejanira színésznő
- Erich Kästner: A két Lotti... Lotte Körner, anyával él
- Erich Kästner: Emil és a detektívek... Lotti Laura
- Mark Twain – Zalán Tibor: Királyfi és koldus... Edward, walesi herceg
- Thomas Mann – Bagossy László: Mario és a varázsló... Torre di Venere-i polgárok
- Jevgenyij Lvovics Svarc: A király meztelen... Kamarás; 1. udvarhölgy.
- Hans Christian Andersen: sHÓwKIRÁLYNŐ... Gerda, kislány
- Grimm fivérek: Hófehérke és a hét törpe... Hófehérke
- Alan Alexander Milne – Szívós Károly: Róbert Gida és barátai... Malacka
- Efrájim Kishon: A színház... kész kabaré!... A színház üdvöskéje
- Molnár Ferenc: Liliom... Angyalka
- Szabó Magda – Egressy Zoltán: Tündér Lala... Bea
- Marék Veronika: A lila majom... Marina
- Fábri Péter – Novák János: Parszifál titka, avagy a terepasztal lovagjai... Odette
- Balla Margit: Hamupipőke Velencében... Matild, Hamupipőke mostohanővére
- Kolozsi Angéla: Emília és az angyal, akit Körmöczi Györgynek hívnak... Zuriel
- Kenneth Grahame: Békafalvy Béka... Főgörény
- Fujita Asaya: Bekkanko, a grimaszdémon... Mókus
- Michael Ende – Bodnár Zoltán – Zalán Tibor: Ilka titka... Ilka; Max
- Paul Gallico: Macska voltam Londonban... Egér; Pletykáló macska; Macskalány
- Felix Salten – James DeVita: Bambi... Faline, második szajkó

## Filmek, tv
- Kisváros (sorozat) Melyik az igazi? című rész (1999) ... Rabló iker 1.
- Szuromberek királyfi (2007)... Uborka Szitafa
- Egy másik életben (2019)... Rita